# Jiushan
Jiushan (kinesiska: 鸠山, 鸠山乡) är en socken i Kina. Den ligger i provinsen Henan, i den centrala delen av landet, omkring 75 kilometer sydväst om provinshuvudstaden Zhengzhou.
Genomsnittlig årsnederbörd är 665 millimeter. Den regnigaste månaden är september, med i genomsnitt 131 mm nederbörd, och den torraste är december, med 4 mm nederbörd.